# Héctor Canteros
Héctor Canteros, vollständiger Name Héctor Miguel Canteros, (* 15. März 1989 in Buenos Aires) ist ein argentinischer Fußballspieler.

## Karriere

### Verein
Canteros begann seine Laufbahn im Nachwuchsbereich des CA Vélez Sársfield. Hier schaffte er 2009 auch in den Sprung in den Profikader. Sein erstes Spiel für den Klub bestritt er am 8. Februar 2009 gegen den CA Independiente. In der 83. Minute wurde er für Nicolás Cabrera eingewechselt. Auf internationaler Klubebene trat Canteros das erste Mal bei der Copa Libertadores 2011 in Erscheinung. Hier bestritt er sein erstes Spiel am 15. Februar 2011 gegen den Caracas FC. Man kam hier bis ins Halbfinale des Wettbewerbs, wo man auf Grund der Auswärtstorregel gegen CA Peñarol ausschied.
Sein erstes Ligator für den Klub erzielte der Spieler am 23. April 2011. Im Spiel gegen den Quilmes AC traf er nach Vorlage von Víctor Zapata in der 39. Minute mit dem Kopf zum 1:0 (Entstand 2:3). Auch seinen ersten internationalen Treffer konnte der Spieler in dem Jahr feiern. In der Copa Sudamericana 2011 traf Canteros am 8. September gegen Argentinos Juniors in der 84. Minute, nach Vorlage von David Ramírez, zum 4:0-Entstand.
Zur Saison 2012/13 wurde Canteros an den FC Villarreal in die zweite spanische Liga verliehen. Am 13. Oktober 2012 lief er für den Klub das erste Mal auf. Gegen den SD Huesca spielte er von Beginn an, wurde aber nach der Halbzeit ausgewechselt. Gegen den CD Numancia traf er am 13. April 2013 das erste Mal in der Liga in der 13. Minute zum zwischenzeitlichen 2:0 (Entstand 6:1). Am Ende der Saison stieg Villarreal als Tabellenzweiter in die Primera División auf, der Spieler aber ging wieder zurück zu seinem Stammverein Sársfield.
Nachdem es bereits im Februar 2014 Spekulationen über einen möglichen Wechsel von Canteros nach Brasilien gab, wurden der Wechsel am 3. Juli 2014 durch den CR Flamengo bestätigt. In der Série A bestritt er sein erstes Spiel am 27. Juli 2014 gegen den Lokalrivalen Botafogo FR. In dem Spiel wurde er in der 63. Minute eingewechselt.
In der Wintertransferperiode 2018/19 wurde er vom türkischen Erstligisten MKE Ankaragücü verpflichtet. Sein erstes Pflichtspiel für den Klub bestritt er in der Süper Lig am 16. Februar 2019, dem 22. Spieltag der Saison 2018/19. In dem Treffen bei Akhisarspor stand Canteros in der Startelf. Sein erstes Tor für den Klub erzielte er ebenfalls in der Liga am 33. Spieltag der Saison. Am 20. Mai 2019 im Heimspiel gegen Sivasspor traf er in der 50. Minute zum 3:0 (Endstand-3:1). Nachdem Canteros sein letztes Pflichtspiel im Januar 2020 bestritten hatte, ging er zurück in seine Heimat.
Canteros unterzeichnete im Januar 2021 beim CA Patronato. Der Vertrag erhielt eine Laufzeit bis Ende des Jahres. Zur Saison 2022 ging er dann zum Club Atlético Platense, von wo er im Juli des Jahres wieder nach Brasilien zurückging. Er unterzeichnete bei CS Alagoano einen neuen Vertrag. Nach Abschluss der Série B 2022 verließ er den Klub wieder. 2023 war ohne Anstellung und spielte ab 2024 für den Deportivo Camioneros.

### Nationalmannschaft
Für die Fußballnationalmannschaft von Argentinien er hielt Canteros die Berufung ins Team für die Superclássico das Américas 2011. Er kam in beiden Spielen gegen Brasilien zum Einsatz.

## Erfolge
Vélez Sársfield
- Primera División (Argentinien): 2009 Clausura, 2011 Clausura
- Supercopa Argentina: 2013